# Kepler (telescopio espacial)

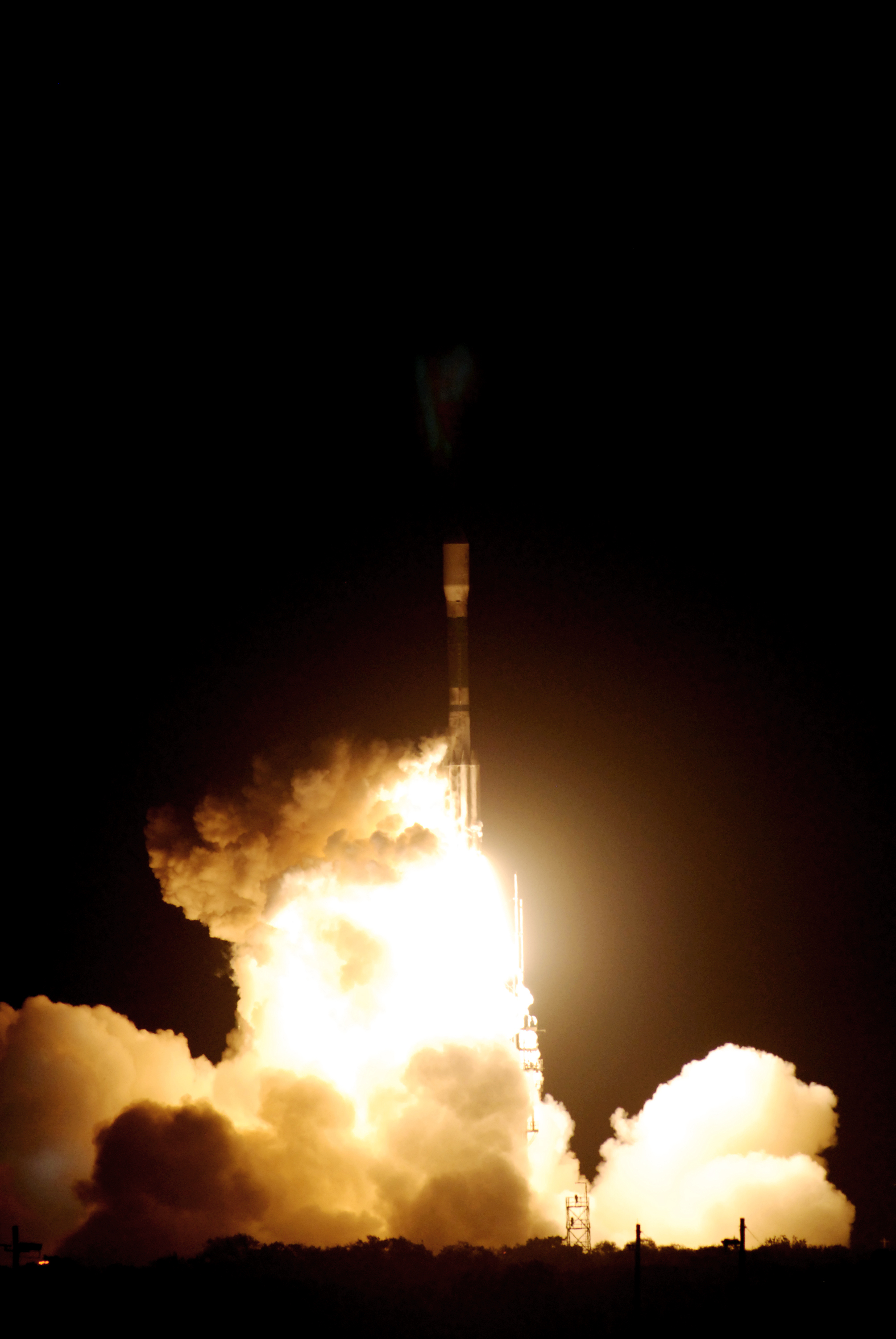
Lanzamiento del Kepler

Kepler es un observatorio espacial que orbita alrededor del Sol y buscaba planetas extrasolares, especialmente aquellos de tamaño similar a la Tierra que se encuentran en la zona de habitabilidad de su estrella (véase análogo a la Tierra), llevando a cabo lo que se conoce como misión Kepler. Fue lanzado por la NASA desde Cabo Cañaveral en la madrugada del 6 de marzo de 2009, en un cohete modelo Delta II.  El 15 de agosto de 2013 se dio por finalizada la misión principal y en noviembre de 2013 el inicio de la misión extendida K2. El 30 de octubre de 2018, tras nueve años de operación, el combustible del Sistema de control de reacción a bordo del telescopio se agotó, y la NASA anunció su retiro.
El nombre de este satélite es un epónimo en dedicatoria al astrónomo y matemático Johannes Kepler (1571-1630), descubridor de las tres leyes que describen las características de las órbitas planetarias. Los descubrimientos de Kepler solo pudieron ser posibles gracias a la exhaustiva labor de recopilación de datos de Tycho Brahe (1546-1601), labor que pretendía emular de forma automática el satélite.
El principal investigador y promotor de este proyecto es William J. Borucki.
Kepler es parte del programa Discovery de la NASA, un programa con un costo relativamente bajo y enfocado a misiones científicas específicas. La construcción del telescopio y su puesta en marcha fue gestionada por el Jet Propulsion Laboratory de la NASA, siendo Ball Aerospace el responsable del desarrollo del sistema de vuelo, y el Centro de Investigación Ames el responsable tanto del desarrollo del sistema de tierra como de las operaciones desde diciembre de 2009, así como del análisis de los datos científicos.
La duración prevista de la misión fue de 3,5 años. Se esperaba que a su finalización, fijada inicialmente a finales de 2012 y ampliada posteriormente a 2016, este satélite permitiese descubrir varios planetas de tamaño similar a la Tierra, orbitando su estrella a una distancia comparable a la de nuestro planeta. Antes de esta fecha, la sonda podría no obstante identificar planetas más grandes o que orbitasen más cerca de su estrella. Sin embargo la existencia de más ruido del esperado hizo necesario más tiempo para cumplir todos los objetivos de la misión. Por ello en 2012 la misión se prolongó hasta el 30 de septiembre de 2016. Desgraciadamente la sonda se estropeó al año siguiente. Para el buen funcionamiento del equipo es necesario que al menos tres de los cuatro giróscopos utilizados para orientar la nave se mantengan en buen estado, sin embargo el 15 de mayo de 2013 falló el segundo de ellos. Durante los meses siguientes se intentó recuperar al menos uno de los dos giróscopos dañados, pero finalmente el 15 de agosto la NASA informó de que cesaban los esfuerzos de reparación y que se estaban considerando nuevas misiones posibles en las condiciones actuales del telescopio.
Mientras estuvo operativa, la sonda Kepler encontró un total de 2740 candidatos a exoplanetas, y se han confirmado 114 planetas en 69 sistemas estelares. En enero de 2013, los astrónomos del Centro Harvard-Smithsonian para Astrofísica (CfA) utilizaron datos de Kepler para estimar en "por lo menos 17 000 millones" los exoplanetas del tamaño de la Tierra que existen en la Vía Láctea.

## Características

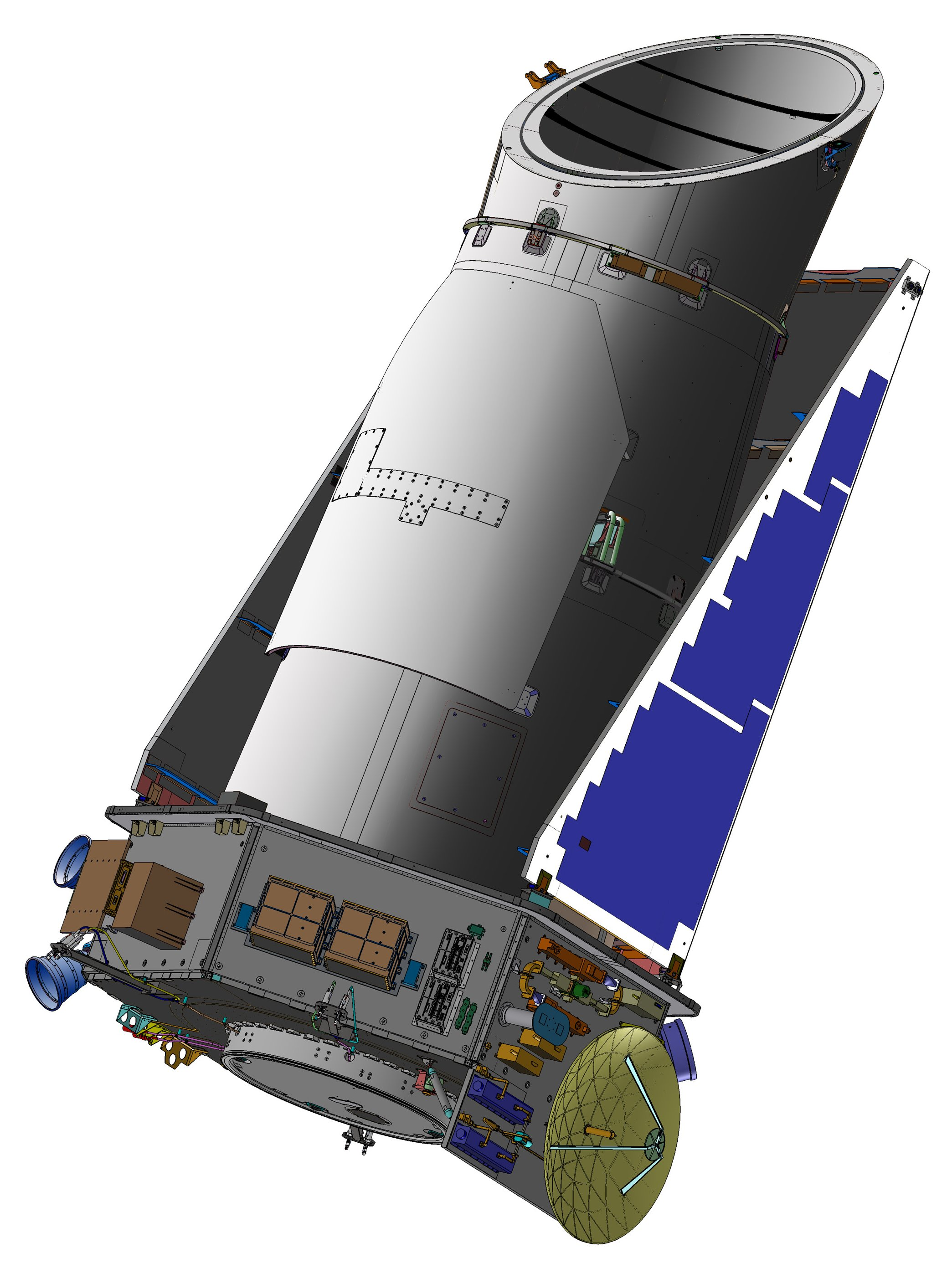
Telescopio espacial Kepler.

La sonda espacial tiene unas dimensiones de 4,7 m de alto por 2,7 m de diámetro, y pesa 1039 kg, sin contar con algo más de 10 kg de hidrazina usada como propelente. El telescopio, montado sobre una estructura hexagonal de aluminio, cuenta con 10 m² de paneles fotovoltaicos que generan 1 kW de energía eléctrica para la nave. La duración estimada de la misión fue de 3 años y medio, con una posible extensión a 6 años. El coste de la operación ha sido estimado en 600 millones de dólares y en ella trabajaron 200 científicos.
La sonda ha sido construida por las empresas LAST y Ball Aerospace & Technologies Corp., que también serán las encargadas de controlar la nave desde el centro de investigación de la universidad de Colorado (Estados Unidos). La nave estaba preparada para analizar parcialmente la información del sensor, recolectada cada 30 segundos, para enviar únicamente la información relevante a la estación de procesamiento en la Tierra: de otra manera, no habría habido ancho de banda suficiente para transmitir toda la información recabada. En el análisis de los datos trabajó un equipo de 28 personas, ayudados por observaciones externas realizadas por los telescopios Hubble y Spitzer.
El lanzamiento del satélite fue pospuesto en dos ocasiones por recortes de presupuesto. Durante el proceso, se sustituyó el sistema giratorio de la antena direccional por otro fijado a la estructura, más económico. Como consecuencia de ello, el satélite perdió el equivalente a un día de exploración al mes.
Aunque la sonda Kepler es un satélite (pues orbita en torno a un objeto), no es un satélite de la Tierra, sino que orbita en torno al Sol, en una órbita elíptica de 372 días, y a una distancia de este similar a la de la tierra. Con esta órbita se conseguía facilitar la transmisión de datos desde la sonda hasta la Tierra, pero evitando los deslumbramientos que diversos cuerpos celestes podrían producir sobre la lente. La sonda contaba además con ocho propulsores que le permitirán maniobrar para cambiar de orientación cuando fuera necesario.

## Misión

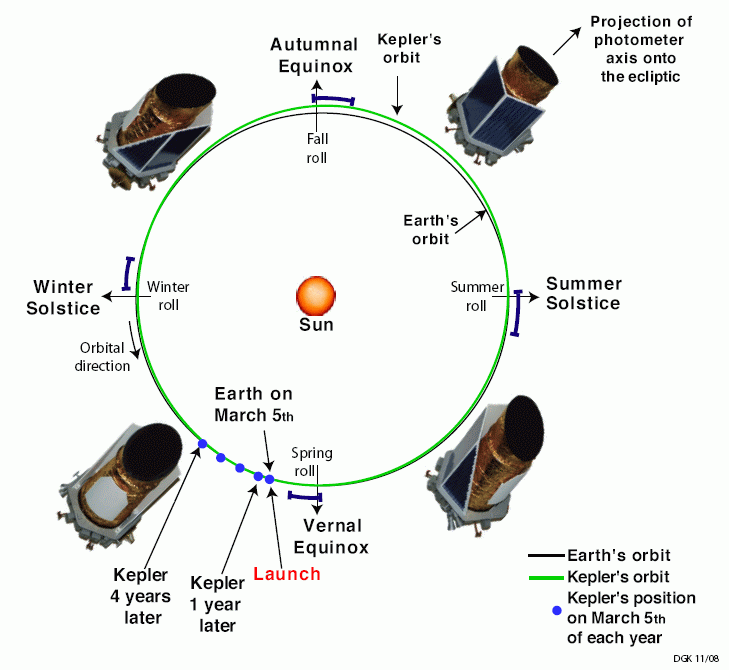
Órbita del satélite.

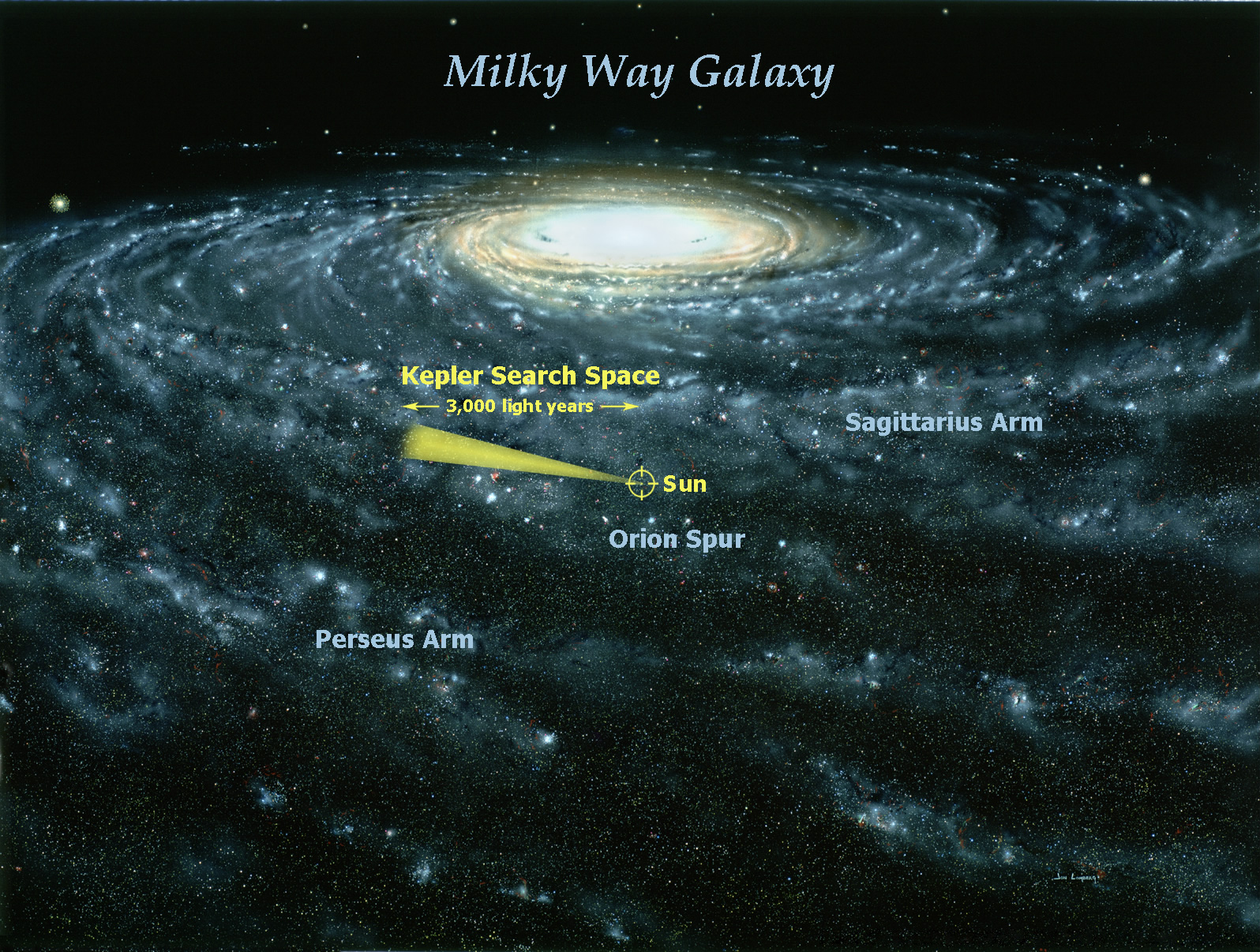
Misión Kepler, búsqueda en el contexto de la Vía Láctea.

Según la NASA, "La misión Kepler fue la primera en el mundo con la capacidad de detectar realmente planetas análogos a la Tierra orbitando estrellas similares a nuestro Sol en una zona habitable".
El objetivo de la sonda fue observar simultáneamente unas 150 000 estrellas, y analizar su brillo cada 30 minutos para detectar posibles tránsitos de planetas. Para ello utilizó un sensible fotómetro tipo Schmidt de 0.95 m de apertura y un espejo primario de 1,4 metros. Su cámara CCD ofrecía una resolución de 95 millones de píxeles; la más potente lanzada al espacio hasta la fecha.
Mediante esta nave se esperaba ampliar notablemente el número de planetas extrasolares descubiertos (que a la fecha del lanzamiento era de 337), de tal manera que al término de la misión, se pueda disponer de una estimación más fiable sobre el número de planetas existentes en la galaxia. Este dato es crucial para responder a la pregunta de si estamos solos en el universo.
La misión Kepler constituye la versión norteamericana de la misión europea Corot, que lanzó otro satélite similar, aunque menos potente, a finales de diciembre de 2006. La principal diferencia entre ambas misiones es que, gracias a la mayor resolución de los instrumentos de la Kepler, se podrán descubrir planetas más pequeños, de tamaño similar a la Tierra.

## Catálogo de entrada Kepler
El Catálogo de entrada Kepler o Kepler Input Catalog (KIC) es una base de datos de búsqueda pública de los aproximadamente 13,2 millones de objetivos estudiados por la Misión Kepler.

## Sensibilidad

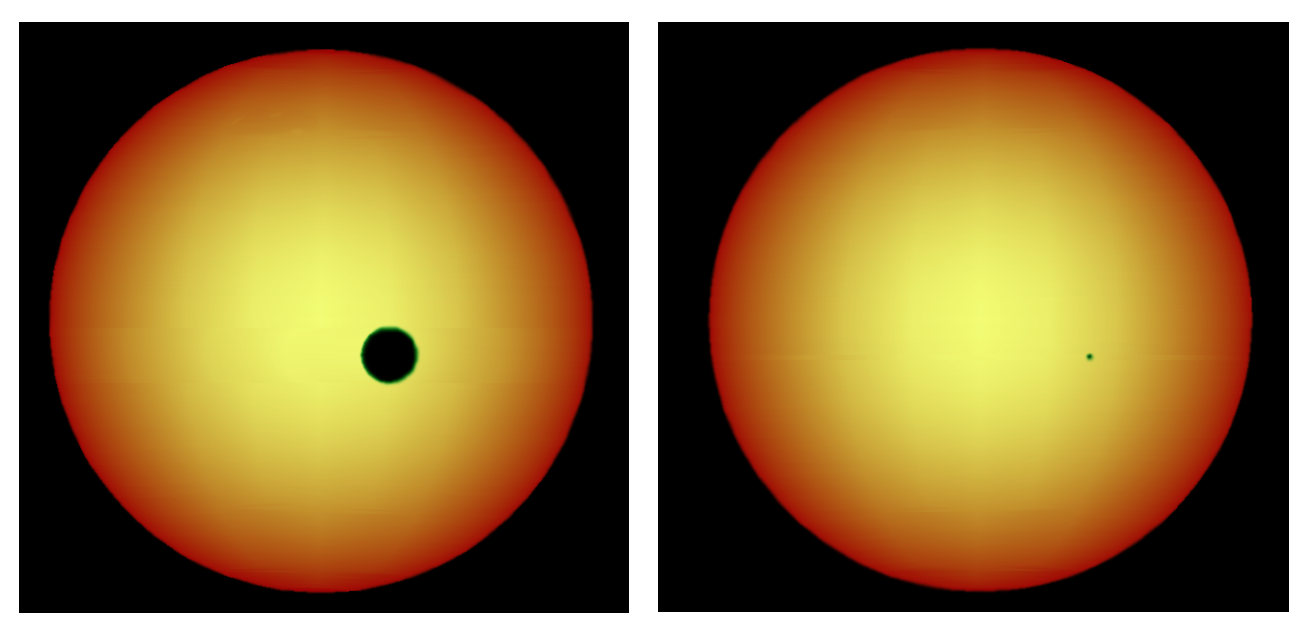
Comparativa entre el tránsito de Júpiter (izq.) y el planeta Tierra (der.) sobre una estrella del tamaño del sol.

Se ha calculado que si un planeta del tamaño de la Tierra cruzase delante de una estrella similar al Sol, la variación en la luminosidad de la estrella sería de tan solo 84 partes por millón. El fotómetro de la sonda Kepler era capaz de detectar variaciones de 20 partes por millón. Si a lo largo de los tres años y medio de la misión, la sonda hubiera captado al menos tres pequeñas fluctuaciones en una misma estrella, y se comprobaba que éstas siguieran intervalos regulares, se podría inferir que existía un planeta orbitando dicha estrella. Basándose en la probabilidad de que un planeta efectúe un tránsito visible desde nuestra posición (es decir, que orbite en el mismo plano que forma esa estrella con nuestro sistema solar), se ha estimado que la sonda podía encontrar uno de cada 217 planetas similares a la tierra que se encuentren en las aproximadamente 150 000 estrellas analizadas. Esto quiere decir que si todas las estrellas tuviesen un planeta similar a la tierra, la sonda Kepler encontraría unos 465. Extrapolando este dato con los resultados que se han obtenidos, se puede estimar el número de planetas similares a la tierra que existen en la galaxia (así como el de planetas más grandes).
Las estrellas analizadas están situadas entre las constelaciones del Cisne y Lira, y se encuentran en su mayoría (más del 99 %) a una distancia de más de 600 años luz. Por otra parte, la sonda no era capaz de encontrar planetas similares a la Tierra en estrellas situadas más allá de 3000 años luz, pues su luz se hubiera visto demasiado tenuemente.

## Logros
El primer éxito de la sonda espacial Kepler consistió en obtener detalles sobre la atmósfera de un júpiter caliente ( un planeta gaseoso como Júpiter pero más cercano al sol, y por tanto más caliente). Se trata del planeta HAT-P-7b, que orbita alrededor de la estrella HAT-P-7, en la constelación de Cisne, a 1000 años luz de distancia, y que tiene una temperatura de aproximadamente 2 377 °C. El planeta HAT-P-7b ya se conocía antes de que el telescopio Kepler dirigiera su atención hacia él, sin embargo, las mediciones efectuadas por la sonda han mostrado una pequeña elevación y disminución de la luz causada por las fases cambiantes del planeta, parecidas a las de la Luna. A pesar de que se trata de la medición de mayor precisión jamás obtenida para esta estrella, Kepler será aún más preciso después de que finalice el desarrollo del software para el análisis de datos de la misión.
Con fecha 4 de enero de 2010, los científicos que controlan la Kepler anunciaron haber descubierto 5 nuevos planetas extrasolares: cuatro del tipo Júpiter caliente, y uno del tamaño aproximado de Neptuno. Debido al sistema de detección empleado, que requiere de sucesivos tránsitos, será necesario esperar a la finalización de la misión para obtener descubrimientos relevantes, pero aun así, el equipo que trabaja con la Kepler anunció otros cien candidatos potenciales a la espera de verificación. Esta cifra aumentó a 706 en junio de 2010, de los cuales unos 400 eran candidatos prometedores. En una conferencia de ese mismo mes, Dimitar Sasselov, investigador del proyecto, anunció que al menos 60 de los planetas detectados hasta la fecha tendrán un tamaño similar al terrestre (el doble de tamaño, o menos).
En diciembre de 2011, la NASA anunció que el número de candidatos detectados hasta la fecha ascendía a 2326. De ellos, 207 tendrían un tamaño similar a la Tierra, aunque solo uno (Kepler-22b) estaba confirmado.
En enero de 2012, científicos de la NASA anunciaron que el satélite Kepler había encontrado tres planetas diminutos que no habían sido detectados hasta entonces, orbitando alrededor de una estrella. Los planetas fueron denominados KOI-961 y se constató que el más pequeño de ellos poseía el tamaño de Marte. John Johnson, líder del equipo de investigación del Instituto de Ciencia Exoplanetaria de la NASA, comentó que se trataba del sistema solar más pequeño que se había encontrado hasta el momento.
El 24 de julio de 2015 los científicos de la NASA presentaron al Kepler-452b, un planeta de tamaño similar a la Tierra orbitando en la zona habitable de su estrella, la Kepler-452, parecida al Sol.
En octubre de 2015 se presentaron los datos de la estrella KIC 8462852 que presentaba unos tránsitos que duraban casi una semana, cuando habitualmente los tránsitos suelen durar uno o dos días. Los científicos no tienen una respuesta clara para explicar lo que puede estar orbitando la estrella.

## Resultados de la misión hasta la fecha

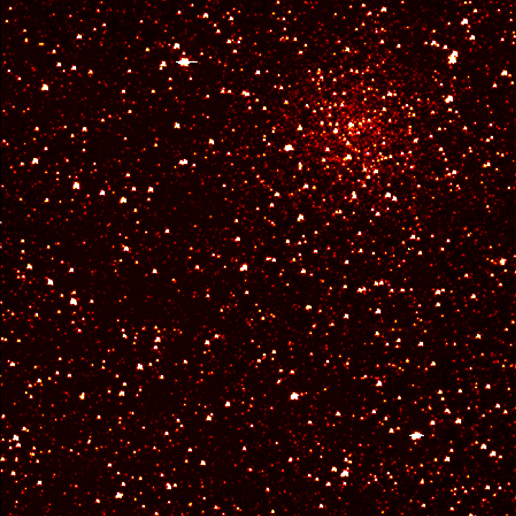
Detalle de la imagen de Kepler del área investigada que muestra el cúmulo de estrellas abierto NGC 6791. El norte celestial está hacia la esquina inferior izquierda.

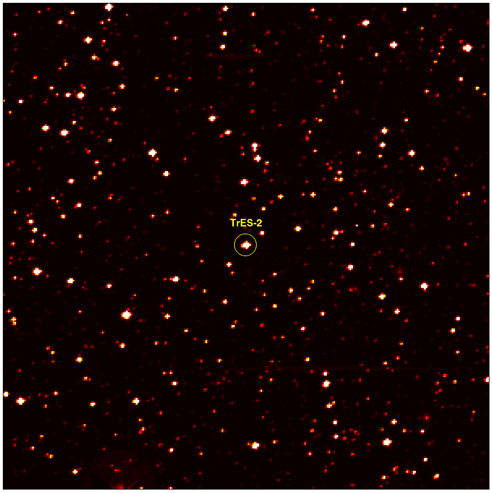
Detalle de la imagen de Kepler del área investigada. Se muestra la ubicación de TrES-2b dentro de esta imagen. El norte celestial está hacia la esquina inferior izquierda.

El observatorio de Kepler estuvo en operación desde 2009 hasta 2013, con los primeros resultados principales anunciados el 4 de enero de 2010. Como era de esperar, los descubrimientos iniciales fueron todos los planetas de períodos cortos. A medida que la misión continuó, se encontraron candidatos adicionales de más largo plazo.

### 2009
La NASA celebró una conferencia de prensa para discutir los primeros resultados científicos de la misión Kepler el 6 de agosto de 2009.  En esta conferencia de prensa, se reveló que Kepler había confirmado la existencia del anteriormente conocido exoplaneta transitorio HAT-P-7b, y estaba funcionando lo suficientemente bien como para descubrir planetas del tamaño de la Tierra. 
Debido a que la detección de planetas de Kepler depende de ver cambios muy pequeños en el brillo, las estrellas que varían en brillo por sí mismas (estrellas variables) no son útiles en esta búsqueda. A partir de los primeros meses de datos, los científicos de Kepler determinaron que alrededor de 7500 estrellas de la lista inicial de objetivos son estrellas variables. Estos fueron eliminados de la lista de objetivos y sustituidos por nuevos candidatos. El 4 de noviembre de 2009, el proyecto Kepler lanzó públicamente las curvas de luz de las estrellas abandonadas. 
Las primeras seis semanas de datos revelaron cinco planetas previamente desconocidos, todos muy cercanos a sus estrellas. Entre los resultados notables se encuentran uno de los planetas menos densos que se han encontrado, dos enanas blancas de baja masa que fueron inicialmente reportadas como miembros de una nueva clase de objetos estelares, y Kepler-16b, a Bien caracterizado planeta orbitando una estrella binaria.

### 2010
El 15 de junio de 2010, la misión Kepler dio a conocer al público más de 400 de las ~ 156.000 estrellas planetarias objetivo. 706 objetivos de este primer conjunto de datos tienen candidatos exoplaneta viable, con tamaños que van desde tan pequeño como la Tierra a más grande que Júpiter. Se dieron la identidad y características de 306 de los 706 blancos. Los objetivos liberados incluyeron cinco sistemas multiplanetarios candidatos, incluyendo seis candidatos exoplaneta adicionales. Solo 33,5 días de datos estaban disponibles para la mayoría de los candidatos. La NASA también anunció que los datos de otros 400 candidatos estaban siendo retenidos para permitir a los miembros del equipo de Kepler realizar observaciones de seguimiento.  Los datos de estos candidatos se publicaron el 2 de febrero de 2011.
Los resultados de Kepler, basados en los candidatos en la lista publicada en 2010, implicaban que la mayoría de los planetas candidatos tienen radios menos de la mitad de los de Júpiter. Los resultados también implican que los planetas candidatos pequeños con períodos menores de treinta días son mucho más comunes que los grandes planetas candidatos con períodos inferiores a treinta días y que los descubrimientos en tierra son muestreo de la cola de gran tamaño de la distribución de tamaño. Esto contradecía las teorías más antiguas que habían sugerido que los planetas pequeños y del tamaño de la Tierra serían relativamente infrecuentes.  Sobre la base de extrapolaciones de los datos de Kepler, una estimación de alrededor de 100 millones de planetas habitables en la Vía Láctea puede ser realista. Algunos medios de comunicación de la conversación TED han llevado al malentendido de que Kepler realmente había encontrado estos planetas. Esto fue aclarado en una carta al Director del Centro de Investigación de Ames de la NASA, para el Kepler Science Council fechado el 2 de agosto de 2010 afirma: "El análisis de los datos actuales de Kepler no apoya la afirmación de que Kepler ha encontrado planetas similares a la Tierra. "
En 2010, Kepler identificó dos sistemas que contienen objetos que son más pequeños y más calientes que sus estrellas progenitoras: KOI 74 y KOI 81.Estos objetos son probablemente enanas blancas de baja masa producidas por episodios previos de transferencia de masa en sus sistemas.

### 2011

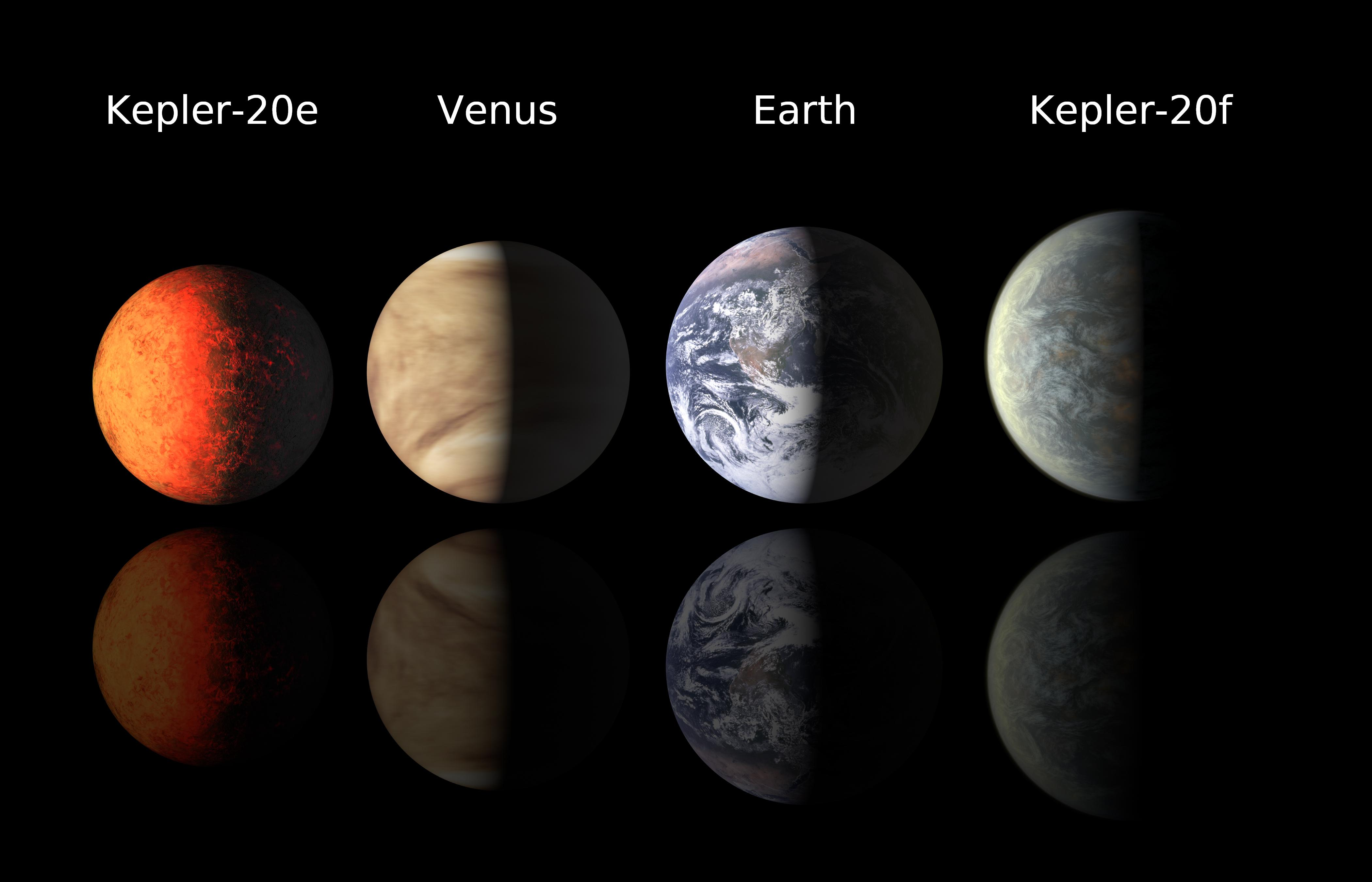
Una comparación de tamaños de los exoplanetas Kepler-20e y Kepler-20f con Venus y la Tierra

El 2 de febrero de 2011, el equipo de Kepler anunció los resultados del análisis de los datos tomados entre el 2 de mayo y el 16 de septiembre de 2009. Encontraron 1235 candidatos planetarios rodeando 997 estrellas anfitrionas. (Los números que siguen suponen que los candidatos son realmente planetas, aunque los documentos oficiales los llaman solamente candidatos.  El análisis independiente indicó que al menos el 90% de ellos son planetas reales y no falsos positivos. 68 planetas eran aproximadamente de tamaño de tierra, 288 del tamaño de una Supertierra, 662 del tamaño de Neptuno, 165 Júpiter-tamaño, y 19 hasta dos veces el tamaño de Júpiter. En contraste con el trabajo anterior, aproximadamente el 74% de los planetas son más pequeños que Neptuno, muy probablemente como resultado del trabajo previo de encontrar grandes planetas más fácilmente que los más pequeños.
El 2 de febrero de 2011 la liberación de 1235 exoplanetas candidatos incluidos 54 que pueden estar en la "zona habitable", incluyendo cinco menos del doble del tamaño de la Tierra. Había previamente solamente dos planetas pensados para ser en la "zona habitable", por lo que estos nuevos hallazgos representan una enorme expansión del número potencial de "planetas Goldilocks" (planetas de la temperatura adecuada para soportar el agua líquida). Todos los candidatos de la zona habitable encontraron estrellas de órbita mucho más pequeñas y más frías que el Sol (los candidatos habitables alrededor de estrellas parecidas al Sol tomarán varios años adicionales para acumular los tres tránsitos requeridos para la detección). De todos los nuevos candidatos del planeta, 68 son 125% del tamaño de la Tierra o más pequeño, o más pequeño que todos los exoplanetas previamente descubiertos.  "del tamaño de la Tierra" y "del tamaño de una supertierra " se define como "menor o igual a 2 radios de la Tierra (Re)" [(o, Rp ≤ 2,0 Re) ]. Seis candidatos planetarios tales como KOI 326,01 (Rp = 0,85), KOI 701,03 (Rp = 1,73), KOI 268,01 (Rp = 1,75), KOI 1026,01 (Rp = 1,77), KOI 854,01 (Rp = 1,91), KOI 70,03 Un estudio más reciente encontró que uno de estos candidatos (KOI 326.01) es de hecho mucho más grande y más caliente que el primero informado.
La frecuencia de las observaciones del planeta fue mayor para los exoplanetas de dos a tres veces el tamaño de la Tierra, y luego declinó en proporcionalidad inversa al área del planeta. La mejor estimación (a partir de marzo de 2011), después de explicar los sesgos observacionales, fue: 5.4% de las estrellas son candidatos de tamaño de la Tierra, el 6,8% son candidatos de tamaño de Supertierras, 19,3% son candidatos del tamaño de Neptuno  y 2,55% son del tamaño de Júpiter o candidatos más grandes. Los sistemas multiplanetas son comunes.
El 5 de diciembre de 2011, el equipo de Kepler anunció que habían descubierto 2.326 candidatos planetarios, de los cuales 207 son De tamaño similar a la Tierra, 680 son del tamaño de una Supertierra, 1,181 son del tamaño de Neptuno, 203 son del tamaño de Júpiter y 55 son más grandes que Júpiter. En comparación con las cifras de febrero de 2011, el número de planetas de tamaño Tierra y superterráneos aumentó en un 200% y 140%, respectivamente. Además, se encontraron 48 candidatos planetarios en las zonas habitables de las estrellas encuestadas, marcando una disminución con respecto a la cifra de febrero; Esto se debió a los criterios más estrictos en uso en los datos de diciembre.
El 20 de diciembre de 2011, el equipo de Kepler anunció el descubrimiento de los primeros exoplanetas de tamaño tierra, Kepler-20e y Kepler-20f, en órbita alrededor de una estrella parecida al Sol, Kepler-20.
Según los hallazgos de Kepler, el astrónomo Seth Shostak estimó en 2011 que "dentro de mil años luz de la Tierra" hay "por lo menos 30.000" planetas habitables. El equipo de Kepler también ha calculado que hay "al menos 50 mil millones de planetas en la Vía Láctea", de los cuales "al menos 500 millones" están en la zona habitable. En marzo de 2011, los astrónomos del Laboratorio de Propulsión a Chorro de la NASA (JPL, por sus siglas en inglés) informaron que alrededor del "1,4 al 2,7 por ciento" de todas las estrellas parecidas al Sol se espera que tengan planetas de tamaño Tierra dentro de las zonas habitables de sus estrellas. Esto significa que hay "dos mil millones" de estos "análogos de la Tierra" solo en la Vía Láctea. Los astrónomos del JPL también señalaron que hay "50 mil millones de otras galaxias", potencialmente produciendo más de un sextillón de planetas "Tierras análogas" si todas las galaxias tienen un número similar de planetas a la Vía Láctea.

### 2012
En enero de 2012, Un equipo internacional de astrónomos informó que cada estrella en la Vía Láctea puede albergar "al menos 1,6 planetas", lo que sugiere que pueden existir más de 160 mil millones de planetas estrellados en la Vía Láctea. Kepler también registró super-bengalas estelares lejanas, algunas de las cuales son 10 000 veces más poderosas que el superlativo evento de Carrington de 1859.  Los superflares pueden ser disparados por planetas de tamaño Júpiter en órbita cercana.  La técnica de la variación del tiempo de tránsito (TTV), que fue utilizada para descubrir Kepler-9d, ganó la popularidad para confirmar descubrimientos del exoplaneta. Un planeta en un sistema con cuatro estrellas también fue confirmado, la primera vez que se había descubierto tal sistema.
A partir de 2012, había un total de 2.321 candidatos.  De éstos, 207 son similares en tamaño a la Tierra, 680 son tamaño de una supertierra , 1,181 son tamaño de Neptuno, 203 son de tamaño Júpiter y 55 son más grandes que Júpiter. Además, se encontraron 48 candidatos planetarios en las zonas habitables de las estrellas encuestadas. El equipo de Kepler estimó que el 5,4% de todas las estrellas reciben candidatos planetarios del tamaño de la Tierra, y que el 17% de todas las estrellas tienen planetas múltiples.2013 Un gráfico que muestra los descubrimientos de Kepler, en el contexto de todos los exoplanetas descubiertos Algunas probabilidades de tránsito indicadas por ejemplo escenarios.

### 2013

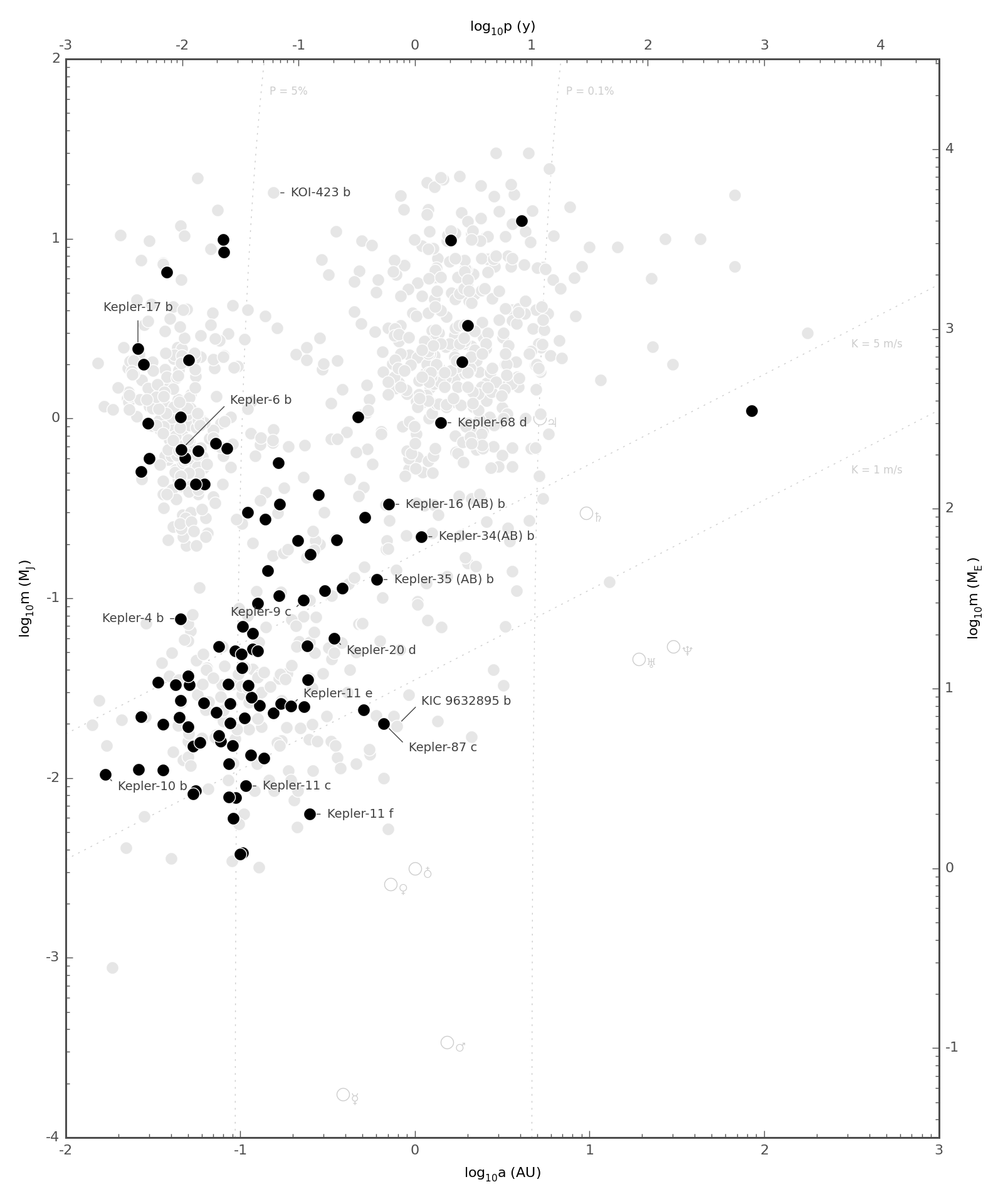
Un gráfico que muestra los descubrimientos de Kepler, en el contexto de todos los exoplanetas descubiertos (hasta 2013), con algunas probabilidades de tránsito indicadas por ejemplo escenarios.

Según un estudio realizado por los astrónomos Caltech publicado en enero de 2013, la Vía Láctea contiene al menos tantos planetas como lo hace estrellas, lo que resulta en 100-400 millones de exoplanetas. El estudio, basado en los planetas que orbitan la estrella Kepler-32, sugiere que los sistemas planetarios pueden ser comunes alrededor de las estrellas en la Vía Láctea. El descubrimiento de 461 candidatos más fue anunciado el 7 de enero de 2013. Cuanto más tiempo Kepler observa, más planetas con períodos largos puede detectar.
"Desde que el último catálogo de Kepler fue lanzado en febrero de 2012, el número de candidatos descubiertos en los datos de Kepler ha aumentado un 20 por ciento y ahora totaliza 2.740 planetas potenciales orbitando 2.036 estrellas. - NASA "
Un candidato recién anunciado el 7 de enero de 2013 fue Kepler-69c (anteriormente KOI-172.02), un exoplaneta de tamaño terrestre orbitando una estrella similar al Sol en la zona habitable y posiblemente habitable.
En abril de 2013, una enana blanca fue descubierta doblando la luz de su compañera enana roja en el sistema estrella KOI-256.
En abril de 2013, la NASA anunció el descubrimiento de tres nuevos exoplanetas del tamaño de la tierra-Kepler-62e, Kepler-62f y Kepler-69c- en las zonas habitables de sus respectivas estrellas anfitrionas, Kepler-62 y Kepler-69. Los nuevos exoplanetas se consideran los candidatos principales para poseer el agua líquida y así un ambiente habitable. Un análisis más reciente ha demostrado que Kepler-69c es probablemente más análogo a Venus, y por lo tanto poco probable que sea habitable.
El 15 de mayo de 2013, la NASA anunció que la nave espacial había sido paralizada por el fracaso de una rueda de reacción que lo mantiene apuntando en la dirección correcta. Una segunda rueda había fallado previamente, y la nave espacial requiere que tres ruedas (de un total de cuatro) sean operativas para que el instrumento funcione correctamente. Otras pruebas realizadas en julio y agosto determinaron que, si bien Kepler era capaz de utilizar sus ruedas de reacción dañadas para evitar entrar en modo seguro y derivar datos científicos previamente recopilados, no era capaz de recopilar datos científicos adicionales como se habían configurado previamente. Los científicos que trabajan en el proyecto de Kepler dijeron que había una acumulación de datos pendientes de ser examinados, y que se harían más descubrimientos en los próximos años, a pesar del revés.
A pesar de que no se habían recopilado nuevos datos científicos del campo de Kepler desde el problema, se anunciaron otros sesenta y tres candidatos en julio de 2013 sobre la base de las observaciones recogidas anteriormente .
En noviembre de 2013, se celebró la segunda conferencia científica de Kepler. Los descubrimientos incluyeron el tamaño mediano de los candidatos del planeta que consiguieron más pequeños comparados a principios de 2013, resultados preliminares del descubrimiento de algunos planetas circumbinarios y planetas en la zona habitable.

### 2014

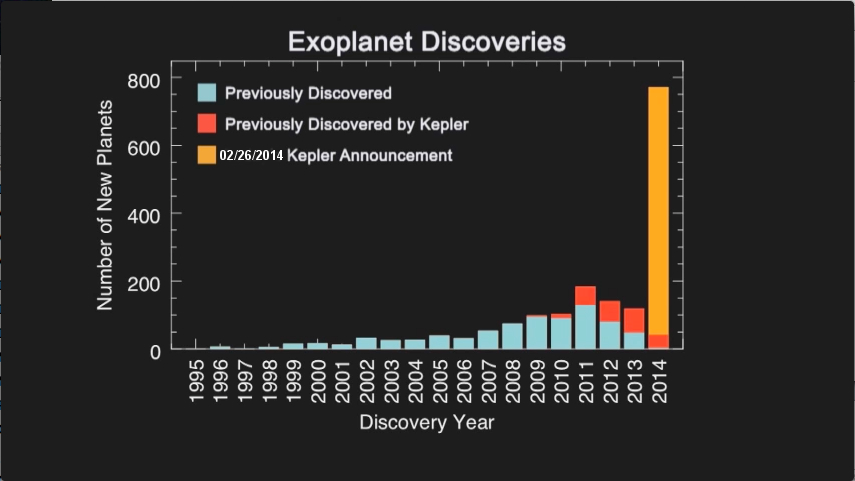
Histograma de descubrimientos de exoplanetas. La barra sombreada amarilla muestra planetas recién anunciados incluyendo los verificados por la técnica de multiplicidad (26 de febrero de 2014).

El 13 de febrero, más de 530 candidatos planetarios adicionales fueron anunciados residiendo alrededor de sistemas de un solo planeta. Varios de ellos eran casi de tamaño de la Tierra y se encuentra en la zona habitable. Este número se incrementó en alrededor de 400 en junio de 2014.
El 26 de febrero, los científicos anunciaron que los datos de Kepler habían confirmado la existencia de 715 nuevos exoplanetas. Se usó un nuevo método estadístico de confirmación llamado "verificación por multiplicidad" que se basa en cuántos planetas alrededor de múltiples estrellas se encontraron que eran planetas reales. Esto permitió una confirmación mucho más rápida de numerosos candidatos que forman parte de sistemas multiplanetarios. El 95% de los exoplanetas descubiertos eran más pequeños que Neptuno y cuatro, incluyendo Kepler-296f, eran menos de 2 1/2 del tamaño de la Tierra y estaban en zonas habitables donde las temperaturas superficiales son adecuadas para agua líquida.
En marzo, un estudio encontró que los planetas pequeños con períodos orbitales de menos de 1 día suelen estar acompañados por al menos un planeta adicional con un período orbital de 1-50 días. Este estudio también observó que los planetas de períodos ultra-cortos son casi siempre menores que 2 radios terrestres a menos que sea un Júpiter caliente desalineado. 
Los datos de Kepler también han ayudado a los científicos a observar y comprender las supernovas; Las mediciones se recogieron cada media hora, por lo que las curvas de luz fueron especialmente útiles para el estudio de este tipo de eventos astronómicos. 
El 17 de abril, el equipo de Kepler anunció el descubrimiento de Kepler-186f, el primer planeta de tamaño casi terrestre situado en la zona habitable. Este planeta orbita alrededor de una enana roja. 
En mayo de 2014, los campos de campaña K2 0 a 13 fueron anunciados y descritos en detalle. 
En julio de 2014, los primeros descubrimientos de los datos del campo post-Kepler se informaron en forma de binarios eclipsantes. Los descubrimientos se derivaron de un conjunto de datos de ingeniería de Kepler que se recogió antes de la campaña 0 en preparación para la misión principal de K2. 
El 23 de septiembre de 2014, la NASA informó que la misión K2 había completado la campaña 1,  el primer conjunto oficial de observaciones científicas, y que la campaña 2 estaba en marcha. 

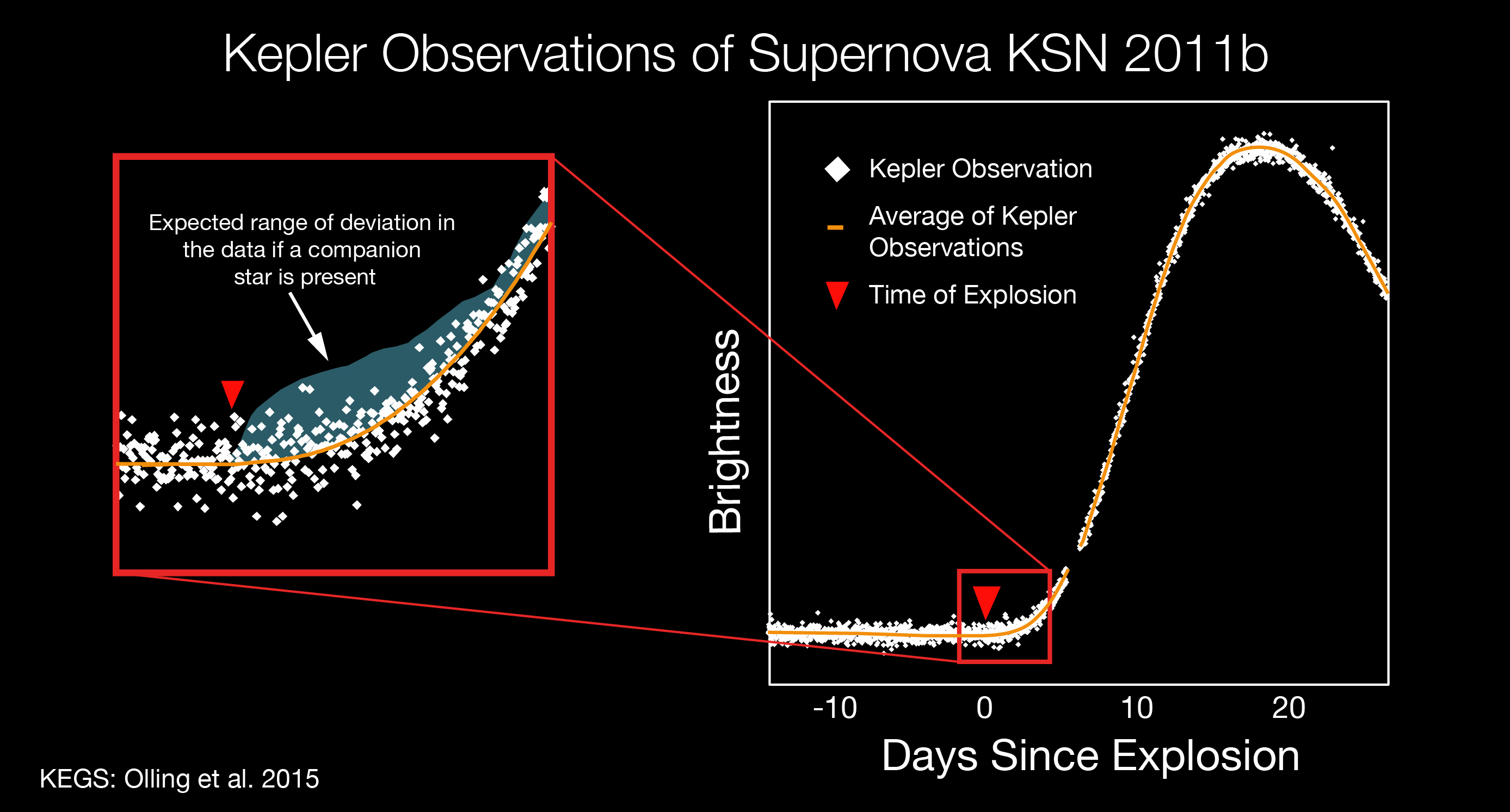
Kepler observó KSN 2011b, una supernova de Tipo Ia, en proceso de explosión: antes, durante y después.

La Campaña 3 duró desde el 14 de noviembre de 2014 hasta el 6 de febrero de 2015 e incluyó "16.375 cadencia larga estándar y 55 objetivos estándar de cadencia corta".

### 2015
- En enero de 2015, el número de planetas confirmados de Kepler superó los 1000. Al menos dos (Kepler-438b y Kepler-442b) de los planetas descubiertos anunciaron en el mes eran probablemente rocosos y se encontraban en la zona habitable. También en enero de 2015 la NASA confirmó la existencia de cinco exoplanetas terrestres, todos más pequeños que el planeta Venus, en órbita alrededor de la estrella Kepler-444, de 11 200 millones de años, lo que hace que este sistema estelar cuente con un 80 % de la edad del universo (el más viejo descubierto hasta ese instante).

- En abril de 2015, se informó que la campaña 4 duraría entre el 7 de febrero de 2015 y el 24 de abril de 2015, e incluirá observaciones de casi 16 000 estrellas objetivo y dos clústeres abiertos de estrellas abiertas, Pléyades e Híades.
- En mayo de 2015, Kepler observó una supernova recién descubierta, KSN 2011b (Tipo 1a), antes, durante y después de la explosión. Los detalles de los momentos pre-nova pueden ayudar a los científicos a entender mejor la energía oscura.
- El 24 de julio de 2015, la NASA anunció el descubrimiento de Kepler-452b, un exoplaneta confirmado que está cerca de la Tierra en tamaño y encontró orbitando la zona habitable de una estrella parecida al Sol. Se publicó el séptimo catálogo de candidatos al planeta Kepler, que contenía 4.696 candidatos y un aumento de 521 candidatos desde el lanzamiento del catálogo anterior en enero de 2015.[49][50]
- El 14 de septiembre de 2015, los astrónomos informaron fluctuaciones de luz inusuales de KIC 8462852, una estrella de secuencia principal de tipo F en la constelación Cygnus, según lo detectó Kepler, mientras que la búsqueda de exoplanetas. Se han presentado varias hipótesis, incluyendo cometas, asteroides y una civilización alienígena.[51][52][53]

### 2016
- El 10 de mayo de 2016, la NASA anunció que la misión de Kepler había verificado 1.284 planetas nuevos. Según su tamaño, alrededor de 550 podrían ser planetas rocosos. Nueve de estas órbitas en la zona habitable de sus estrellas:

| - Kepler-1638b - Kepler-1606b - Kepler-1544b | - Kepler-1410b - Kepler-1455b - Kepler-560b | - Kepler-705b - Kepler-1593b - Kepler-1229b |

De los cerca de 5.000 total de candidatos planetarios encontrados hasta la fecha, más de 3.200 ahora han sido verificados, y 2.325 de estos fueron descubiertos por Kepler.

### 2017
En diciembre de 2017, se anuncia el descubrimiento de un octavo exoplaneta en la órbita de una estrella distante, convirtiéndose en el segundo sistema con ocho planetas conocido en la Vía Láctea, este sistema es el de la estrella Kepler-90, en la constelación Draco, el exoplaneta descubierto con la ayuda de este telescopio es el Kepler-90i, aunque no es habitable en las condiciones humanas que se conocen.

## Estado de misión
Kepler fue lanzado en 2009. Fue muy exitoso en encontrar exoplanetas, pero los fallos en dos de cuatro ruedas de reacción frustraron su misión extendida en 2013. Sin tres ruedas funcionando, el telescopio no podía apuntar con precisión.

### Extensión

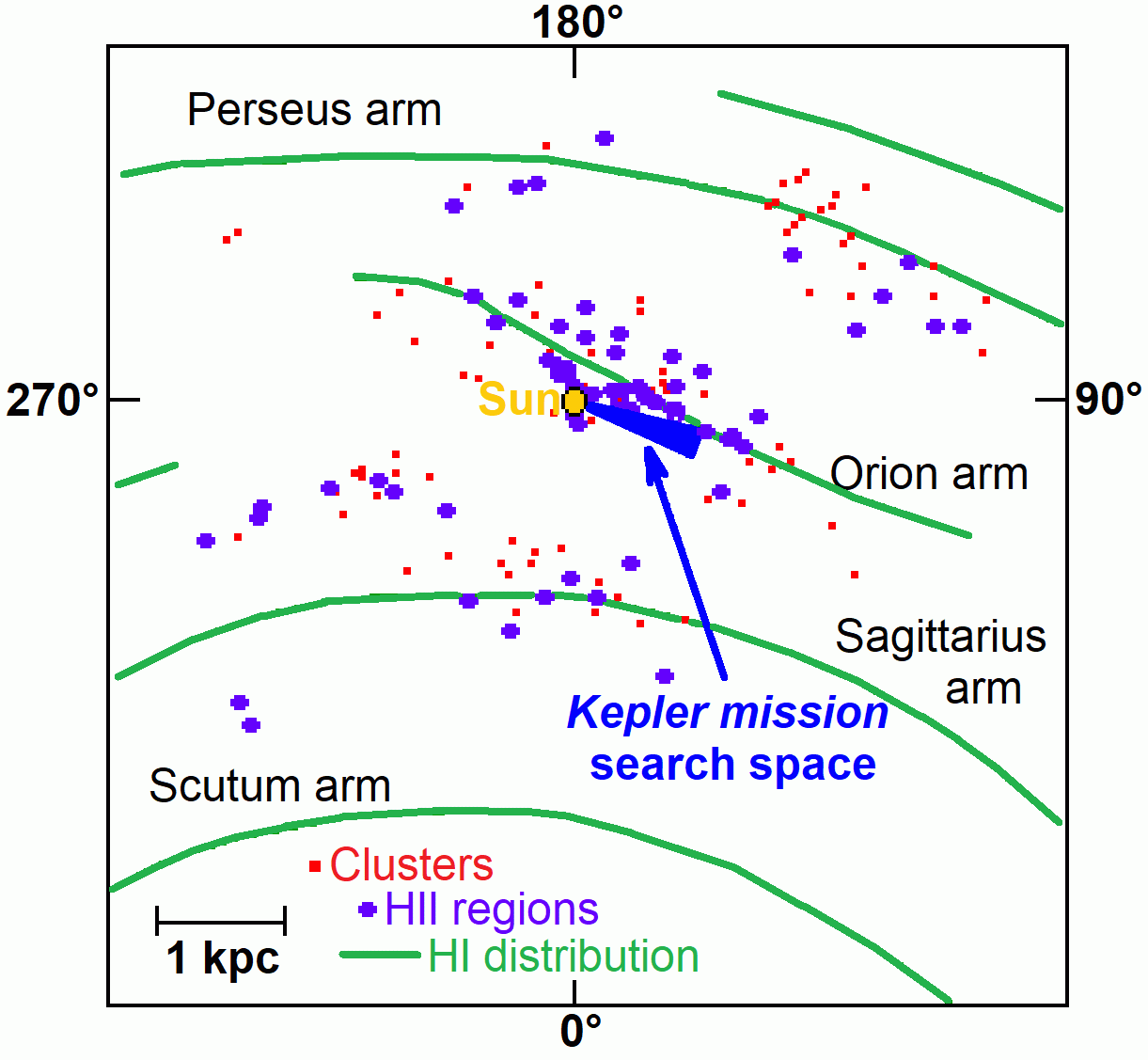
Estructura predicha de la Vía Láctea superpuesta con el espacio de búsqueda original de Kepler.

En abril de 2012, un panel independiente de científicos de la NASA recomendó que la misión de Kepler continuara hasta el 2016. Según la revisión principal, las observaciones de Kepler debían continuar hasta al menos 2015 para alcanzar todos los objetivos científicos establecidos. El 14 de noviembre de 2012, la NASA anunció la finalización de la misión principal de Kepler, y el comienzo de su misión extendida, que puede durar hasta cuatro años.

### Problemas con las ruedas de reacción
En julio de 2012, una de las cuatro ruedas de reacción de Kepler (rueda 2) falló.  El 11 de mayo de 2013, una segunda rueda (rueda 4) falló, poniendo en peligro la continuación de la misión, ya que tres ruedas son necesarias para su caza del planeta. Kepler no había recopilado datos científicos desde mayo porque no era capaz de señalar con suficiente precisión.  Los días 18 y 22 de julio se probaron las ruedas de reacción 4 y 2, respectivamente; La rueda 4 solo giraba en sentido contrario a las agujas del reloj, pero la rueda 2 corría en ambas direcciones, aunque con niveles de fricción significativamente elevados. Una prueba adicional de la rueda 4 el 25 de julio logró la rotación bidireccional. Ambas ruedas, sin embargo, exhibieron demasiada fricción para ser útiles.  El 2 de agosto, la NASA hizo una convocatoria de propuestas para utilizar las capacidades restantes de Kepler para otras misiones científicas. A partir del 8 de agosto, se realizó una evaluación completa del sistema. Se determinó que la rueda 2 no podía proporcionar suficiente precisión para las misiones científicas y la nave espacial fue devuelta a un estado de "descanso" para conservar el combustible.  La rueda 4 fue descartada previamente porque exhibió mayores niveles de fricción que la rueda 2 en pruebas anteriores. El envío de astronautas para fijar Kepler no es una opción porque orbita al Sol y está a millones de kilómetros de la Tierra. 
El 15 de agosto de 2013, la NASA anunció que Kepler no seguiría buscando planetas usando el método de tránsito después de que los intentos de resolver problemas con dos de las cuatro ruedas de reacción fallaron. Se ordenó un informe de ingeniería para evaluar las capacidades de la nave espacial, sus dos buenas ruedas de reacción y sus propulsores.  Simultáneamente, se realizó un estudio científico para determinar si se puede obtener suficiente conocimiento del alcance limitado de Kepler para justificar su costo de $ 18 millones por año.
Posibles usos futuros incluyen buscar asteroides y cometas, buscar evidencia de supernovas, y encontrar exoplanetas enormes a través de la microlente gravitacional. Otra propuesta es modificar el software en Kepler para compensar las ruedas de reacción desactivadas. En lugar de que las estrellas sean fijas y estables en el campo de visión de Kepler, se desviarán. Sin embargo, el software podría seguir esta deriva y recuperar más o menos completamente los objetivos de la misión a pesar de ser incapaz de sostener las estrellas en una visión fija.
Los datos recogidos anteriormente siguen siendo analizados.

### Segunda Luz (K2)
En noviembre de 2013, se presentó un nuevo plan de misión llamado K2 "Segunda Luz" para su consideración. K2 implicaría el uso de la capacidad restante de Kepler, la precisión fotométrica de aproximadamente 300 partes por millón, comparado con aproximadamente 20 partes por millón antes, para recolectar datos para el estudio de "explosiones de supernova, formación de estrellas y cuerpos del sistema solar como asteroides y cometas, ... "y para encontrar y estudiar más exoplanetas. En este plan de misión propuesto, Kepler buscaría un área mucho más grande en el plano de la órbita de la Tierra alrededor del Sol.

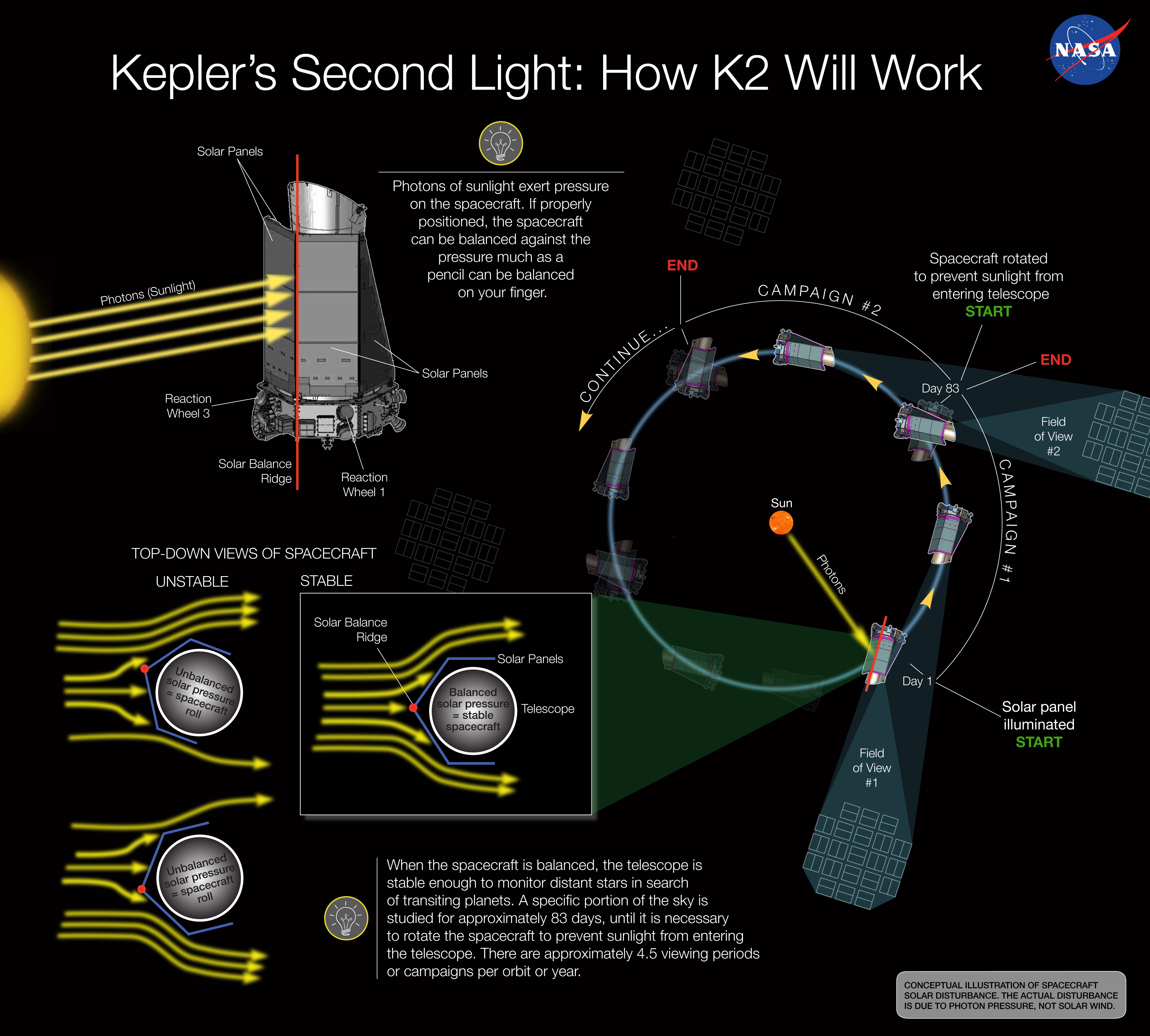
Propuesta explicada de K2 (11 de diciembre de 2013).

A principios de 2014, la nave espacial se sometió a pruebas exitosas para la misión K2. De marzo a mayo de 2014, los datos de un nuevo campo llamado Campo 0 se recogió como una prueba de ejecución. El 16 de mayo de 2014, la NASA anunció la aprobación para extender la misión de Kepler a la misión K2. La precisión fotométrica de Kepler para la misión K2 se estimó en 50 ppm en una estrella de magnitud 12 para una integración de 6,5 horas. En febrero de 2014, la precisión fotométrica para la misión K2 utilizando dos ruedas, operaciones de precisión de precisión se midió como 44 ppm en la magnitud 12 estrellas para una integración de 6,5 horas. El análisis de estas mediciones por la NASA sugiere que la precisión fotométrica K2 se aproxima a la del archivo Kepler de datos de precisión de punto fino de tres ruedas.
El 29 de mayo de 2014, los campos de campaña 0 a 13 fueron reportados y descritos en detalle.
El campo 1 de la misión K2 está orientado hacia la región Leo-Virgo del cielo, mientras que el campo 2 se dirige hacia la zona "cabeza" de Escorpio e incluye dos racimos globulares, Messier 4 y Messier 80, y parte del asociación estelar de Scorpius-Centaurus, que tiene solo unos 11 millones de años y 120-140 parsecs (380-470 años luz) distantes , probablemente con más de 1000 miembros.
El 18 de diciembre de 2014, la NASA anunció que la misión K2 había detectado su primer exoplaneta confirmado, una supertierra llamada HIP 116454 b. Su firma fue encontrada en un conjunto de datos de ingeniería destinados a preparar la nave espacial para la misión completa de K2. Se necesitaban observaciones de seguimiento de la velocidad radial, ya que solo se detectó un único tránsito del planeta.
Durante un contacto programado el 7 de abril de 2016, se encontró que Kepler funcionaba en modo de emergencia, el modo operativo más bajo y más intensivo en combustible. Las operaciones de la misión declararon una emergencia de la nave espacial, que les dio el acceso de la prioridad a la red del espacio profundo de la NASA. En la noche del 8 de abril, la nave espacial había sido actualizada a modo seguro y el 10 de abril se colocó en estado de reposo, un modo estable que proporciona una comunicación normal y la combustión de combustible más baja. En ese momento, la causa de la emergencia era desconocida, pero no se creía que las ruedas de reacción de Kepler o una maniobra planeada para apoyar la Campaña 9 de K2 fueran responsables. Los operadores descargaron y analizaron datos de ingeniería de la nave espacial, con la priorización de volver a las operaciones de la ciencia normal. Kepler fue devuelto al modo de ciencia el 22 de abril. La emergencia hizo que la primera mitad de la campaña 9 se acortara en dos semanas.
En junio de 2016, la NASA anunció una extensión de la misión K2 de tres años adicionales, más allá del agotamiento esperado del combustible a bordo en 2018.

## Estado de la misión
Kepler se lanzó en 2009. Tuvo mucho éxito en la búsqueda de exoplanetas, pero las fallas en dos de las cuatro ruedas de reacción paralizaron su misión extendida en 2013. Sin tres ruedas en funcionamiento, el telescopio no podía apuntarse con precisión. El 30 de octubre de 2018, la NASA anunció que la nave estaba sin combustible y que su misión había finalizado oficialmente.

## Véase también

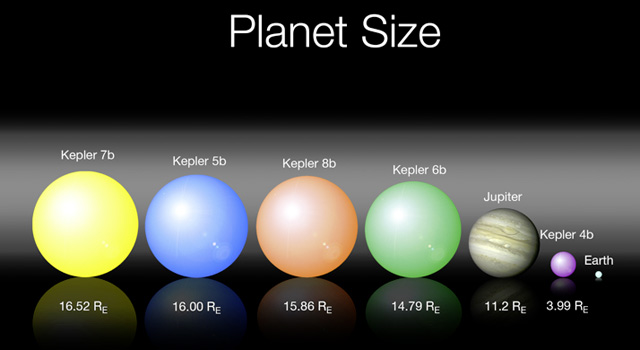
El tamaño de los primeros cinco planetas descubiertos por Kepler.